# Metal Gear Solid Original Game Soundtrack
Metal Gear Solid Original Game Soundtrack è un album contenente la colonna sonora ufficiale del videogioco stealth Metal Gear Solid. Il CD è uscito il 23 settembre 1998. Esistono tre versioni dell'album: una giapponese, una taiwanese (non ufficiale) e una europea (in cui è assente il brano Metal Gear Solid Control Mix).

## Tracce
Se non diversamente indicato, i brani sono stati composti ed eseguiti dallo studio Konami Computer Entertainment Sound Team Japan, formato da Takanari Ishiyama, Gigi Meroni, Kazuki Muraoka, Lee Jeon Myung e Hiroyuki Togo.
1. Metal Gear Solid Main Theme – 2:43
2. Introduction – 0:57
3. Discovery – 5:05
4. Cavern – 3:11
5. Intruder 1 – 2:04
6. Encounter – 2:21
7. Intruder 2 – 1:57
8. Warhead Storage – 3:39
9. Intruder 3 – 2:55
10. Mantis' Hymn – 2:56
11. Hind D – 2:00
12. Duel – 2:21
13. Enclosure – 2:14
14. Blast Furnace – 3:00
15. Colosseo – 1:54
16. REX's Lair – 3:05
17. Escape – 3:11
18. Aoife Ní Fhearraigh – End Title / The Best Is Yet to Come – 5:47 (Rika Muranaka) – Il brano è stato scritto in giapponese da Rika Muranaka e tradotto in irlandese da Bláthnaid Ní Chofaigh. La traccia è stata registrata al Beech Park Studio, in Irlanda.

Musicisti
  - Solista: Aoife Ní Fhearraigh
  - Bouzouki: Declan Masterson
  - Contrabbasso: James Blennerhassett
  - Fiddle: John Fitzpatrick
  - Percussioni: Noel Bridgeman
  - Tastiera (e produttore discografico): Rika Muranaka

Altre persone
  - Ingegnere del suono: Philip Begley
  - Arrangiamento del coro: David Downes

Voci del coro
  - Iarlaith Carter
  - Stephen Mailey
  - Eimear Noone
  - Meav Ní Mhaolchatha
  - John Mc Namara
  - Cathal Clinch
  - Rachel Talbot
  - Sinead Fay
  - Sylvia O'Brien
  - Ewan Cowley
19. VR Training – 2:37
20. Metal Gear Solid Main Theme (versione dell'E3 1997) – 5:23 (musica: Tappi Iwase)
21. Metal Gear Solid Control Mix (mixata da Quadra) – 6:53